# 耶律李胡
耶律李胡（911年—960年），漢名耶律洪古，字奚隐，辽太祖耶律阿保機第三子，生母皇后述律平。同母兄弟三人耶律倍、耶律德光、耶律李胡，述律皇后最疼爱李胡；但耶律阿保機對其評價不如耶律倍和耶律德光。《遼史‧章肅皇帝李胡傳》記載其「少勇悍多力，而性殘酷，小怒輒黥人面，或投水火中」。
二哥太宗耶律德光親征在外，京師上京常常由耶律李胡留守。930年，耶律德光以耶律李胡为皇太弟兼天下兵馬大元帥。947年，耶律德光过世后，耶律倍的儿子耶律阮自立为帝。在上京（今内蒙古巴林左旗）的述律太后派耶律李胡在南京北部的泰德泉交战，大败。经过大臣耶律屋质的劝阻，太后才同意耶律阮当皇帝。耶律阮即位为世宗，有人告发耶律李胡和述律太后谋反，世宗将李胡软禁在祖州。951年，辽世宗被杀，耶律璟即位，改年号应历。
应历十年（960年），李胡之子宋王耶律喜隐謀反，李胡连坐，死于狱中。在辽圣宗统和年間追尊欽順皇帝，1050年辽兴宗追尊章肃皇帝。耶律李胡有二子，宋王耶律喜隐、卫王耶律宛。妻萧氏，李胡之二子不知是否其所出，1052年被追封为和敬皇后。

## 影視形象

### 電視劇
| 年份   | 地區 | 作品       | 演員   |
| 2020年 | 中國 | 《燕云台》 | 王绘春 |

## 延伸阅读
[在维基数据编辑]
 《遼史·卷72》，出自脱脱《遼史》